# Procesy załogi Auschwitz-Birkenau przed sądami polskimi
Procesy załogi Auschwitz-Birkenau przed sądami polskimi – były to procesy członków personelu niemieckiego obozu koncentracyjnego Auschwitz-Birkenau, które toczyły się po zakończeniu II wojny światowej w Polsce. W sumie sądy te osądziły ponad sześciuset esesmanów i więźniów funkcyjnych, którzy pełnili służbę w obozie.
Dwa procesy miały miejsce przed Najwyższym Trybunałem Narodowym. Były to: proces Rudolfa Hössa w Warszawie w dniach 11–29 marca 1947 i proces 40 członków załogi Auschwitz-Birkenau w Krakowie w dniach 24 listopada-16 grudnia 1947. Osądzono wówczas między innymi komendantów obozu Rudolfa Hössa i Arthura Liebehenshela, kierownika obozu Hansa Aumaiera, kierownika obozowej administracji Karla Ernsta Möckela, szefa obozowego gestapo Maxa Grabnera i kierowniczkę obozu kobiecego Marię Mandel. Zapadły w sumie 24 wyroki śmierci (z których wykonano 22), 6 kar dożywotniego pozbawienia wolności, 9 kar terminowego pozbawienia wolności (od 15 do 3 lat) i jednego oskarżonego uniewinniono.
Pozostałe procesy personelu Auschwitz-Birkenau toczyły się przed polskimi sądami powszechnymi, zwłaszcza przed sądami w Krakowie i Wadowicach. Najważniejszymi oskarżonymi w tych procesach byli: kierownik administracji obozowej Wilhelm Burger, lekarz obozowy Erwin Helmersen, naczelny dentysta obozowy Karl Heinz Tauber, oficer sądowy SS Wilhelm Bayer, podoficerzy raportowi Wilhelm Polotzek i Karol Kurpanik oraz komendanci podobozów Otto Brossmann, Alois Frey i Erich Walter Hoffmann. Poniżej znajduje się tabela z niektórymi wyrokami sądów polskich w sprawach przeciwko personelowi Auschwitz-Birkenau. Oskarżeni zostali pogrupowani po pierwsze ze względu na surowość orzeczonej kary, a następnie ze względu na kolejność alfabetyczną.

## Niektóre wyroki polskich sądów w procesach przeciwko członkom załogi KL Auschwitz-Birkenau
| Oskarżony                   | Stopień             | Funkcja                                                    | Data wyroku          | Wyrok                                                                         | Uwagi                                  |
| --------------------------- | ------------------- | ---------------------------------------------------------- | -------------------- | ----------------------------------------------------------------------------- | -------------------------------------- |
| Wilhelm Bayer               | SS-Obersturmführer  | oficer sądowy SS                                           | 2 czerwca 1949       | śmierć przez powieszenie                                                      | wyrok wykonano 9 grudnia 1949          |
| Karl Büttner                | więzień funkcyjny   | kapo                                                       | nieznana             | śmierć przez powieszenie                                                      | wyrok wykonano w 1950                  |
| Wilhelm Hauser              | SS-Rottenführer     | nieznana                                                   | nieznana             | śmierć przez powieszenie                                                      | wyrok wykonano w 1949                  |
| Werner Händler              | SS-Hauptscharführer | kierownik kuchni więźniarskich w Birkenau                  | 30 sierpnia 1948     | śmierć przez powieszenie                                                      | wyrok wykonano 10 marca 1949           |
| Erwin Helmersen             | SS-Hauptsturmführer | lekarz obozowy w Birkenau                                  | 17 stycznia 1949     | śmierć przez powieszenie                                                      | wyrok wykonano 12 kwietnia 1949        |
| Erich Walter Hoffmann       | nieznany SS         | komendant podobozu Blechhammer                             | 25 maja 1948         | śmierć przez powieszenie                                                      | wyrok wykonano 13 listopada 1948       |
| Mieczysław Katarzyński      | więzień funkcyjny   | starszy bloku w Birkenau                                   | nieznana             | śmierć przez powieszenie                                                      | wyrok wykonano 6 lipca 1948            |
| Karol Kurpanik              | SS-Unterscharführer | Rapportführer w Birkenau                                   | 20 lutego 1946       | śmierć przez powieszenie                                                      | wyrok wykonano 22 lutego 1946          |
| Elisabeth Lupka             | SS-Aufseherin       | nadzorczyni                                                | 6 lipca 1948         | śmierć przez powieszenie                                                      | wyrok wykonano 8 stycznia 1949         |
| Rudolf Malysz               | SS-Unterscharführer | nieznana                                                   | 13 sierpnia 1947     | śmierć przez powieszenie                                                      | wyrok wykonano 8 listopada 1947        |
| Kurt Möller                 | SS-Oberscharführer  | nieznana                                                   | 1 kwietnia 1948      | śmierć przez powieszenie                                                      | wyrok wykonano 6 października 1948     |
| Walter Palinsky             | SS-Unterscharführer | strażnik w Charlottengrube                                 | nieznana             | śmierć przez powieszenie                                                      | wyrok wykonano 6 maja 1949             |
| Anselm Anton Pilarski       | więzień funkcyjny   | kapo                                                       | nieznana             | śmierć przez powieszenie                                                      | wyrok wykonano w 1949                  |
| Wilhelm Polotzek            | SS-Oberscharführer  | Rapportführer                                              | 18 lipca 1950        | śmierć przez powieszenie                                                      | wyrok wykonano 12 kwietnia 1952        |
| Bolesław Wierzbica          | więzień funkcyjny   | kapo                                                       | 20 marca 1950        | śmierć przez powieszenie                                                      | wyrok wykonano 5 grudnia 1950          |
| Józef Żółty                 | więzień funkcyjny   | starszy bloku w Birkenau                                   | 2 kwietnia 1948      | śmierć przez powieszenie                                                      | wyrok wykonano 30 października 1948    |
| Willy Bülow                 | SS-Rottenführer     | nieznana                                                   | 14 maja 1948         | śmierć przez powieszenie (kara zamieniona na dożywotnie pozbawienie wolności) | zwolniony w 1959                       |
| Georg Höcker                | SS-Hauptscharführer | urzędnik administracji obozowej                            | 3 stycznia 1949      | śmierć przez powieszenie (kara zamieniona na dożywotnie pozbawienie wolności) |                                        |
| Johann Klaar                | SS-Schütze          | nieznana                                                   | 22 grudnia 1948      | śmierć przez powieszenie (kara zamieniona na dożywotnie pozbawienie wolności) | zwolniony w 1959                       |
| Leopold Czycz               | SS-Rottenführer     | strażnik                                                   | 11 czerwca 1948      | dożywotnie pozbawienie wolności                                               | zwolniony 28 lutego 1957               |
| Franciszek Karasiewicz      | więzień funkcyjny   | starszy bloku w Birkenau                                   | nieznana             | dożywotnie pozbawienie wolności                                               | amnestionowany                         |
| Johann Kranemann            | SS-Unterscharführer | nieznana                                                   | 22 grudnia 1948      | dożywotnie pozbawienie wolności                                               | zwolniony 14 czerwca 1956              |
| Johann Vormittag            | SS-Mann             | strażnik                                                   | 13 kwietnia 1949     | dożywotnie pozbawienie wolności                                               | zwolniony 11 marca 1959                |
| Alfred Bajerke              | SS-Unterscharführer | strażnik w podobozie Gleiwitz                              | 1 czerwca 1948       | 15 lat pozbawienia wolności                                                   | zwolniony 19 maja 1956                 |
| Wasil Burek                 | SS-Unterscharführer | obozowe gestapo                                            | nieznana             | 15 lat pozbawienia wolności                                                   |                                        |
| Christian Wilhelm Pfauth    | SS-Unterscharführer | urzędnik administracji obozowej                            | 21 maja 1948         | 15 lat pozbawienia wolności                                                   | zwolniony w 1956                       |
| Helmut Schippel             | SS-Untersturmführer | kierownik referatu aprowizacji żywnościowej                | 9 kwietnia 1948      | 15 lat pozbawienia wolności                                                   | zwolniony w 1957                       |
| Paul Terpe                  | SS-Rottenführer     | nieznana                                                   | 12 maja 1948         | 15 lat pozbawienia wolności                                                   | zwolniony 22 października 1956         |
| Karl Pargner                | SS-Oberscharführer  | pracownik Instytutu Higieny SS                             | 31 sierpnia 1948     | 15 lat pozbawienia wolności (kara zamieniona 5 lat pozbawienia wolności)      |                                        |
| Konrad Friedrichsen         | SS-Oberscharführer  | komendant podobozu Gleiwitz II                             | 22 stycznia 1948     | 12 lat pozbawienia wolności                                                   |                                        |
| Willi Robert Günther        | SS-Oberscharführer  | nieznana                                                   | 22 stycznia 1948     | 12 lat pozbawienia wolności                                                   |                                        |
| Karl Hermann Hartmann       | SS-Oberscharführer  | nieznana                                                   | 13 lutego 1948       | 12 lat pozbawienia wolności                                                   |                                        |
| Paul Klawitter              | SS-Unterscharführer | nieznana                                                   | 2 marca 1948         | 12 lat pozbawienia wolności                                                   |                                        |
| Walter Kock                 | SS-Oberscharführer  | sanitariusz SS                                             | 25 lutego 1948       | 12 lat pozbawienia wolności                                                   | zmarł w więzieniu 20 grudnia 1949      |
| Emilie Macha                | SS-Aufseherin       | nadzorczyni                                                | listopad 1948        | 12 lat pozbawienia wolności                                                   | zmarła w więzieniu 4 lutego 1949       |
| Karl Marcura                | SS-Rottenführer     | nieznana                                                   | 6 lipca 1948         | 12 lat pozbawienia wolności                                                   | zwolniony 2 maja 1956                  |
| Karl Morla                  | SS-Unterscharführer | urzędnik administracji obozowej                            | 20 stycznia 1948     | 12 lat pozbawienia wolności                                                   | zwolniony 7 maja 1956                  |
| Otto Scherbinski            | SS-Rottenführer     | strażnik                                                   | 24 września 1948     | 12 lat pozbawienia wolności                                                   | zmarł w więzieniu 9 grudnia 1949       |
| Ferdinand Franz Baier       | SS-Oberscharführer  | urzędnik administracji obozowej                            | 11 marca 1948        | 10 lat pozbawienia wolności                                                   |                                        |
| Luise Brunner               | SS-Aufseherin       | nadzorczyni                                                | nieznana             | 10 lat pozbawienia wolności                                                   |                                        |
| Ludwig Dickl                | SS-Unterscharführer | nieznana                                                   | 11 marca 1948        | 10 lat pozbawienia wolności                                                   |                                        |
| Helmut Grundschok           | SS-Unterscharführer | kierownik komanda więźniarskiego                           | 12 marca 1948        | 10 lat pozbawienia wolności                                                   |                                        |
| Jakob Kettel                | SS-Sturmmann        | nieznana                                                   | 30 stycznia 1948     | 10 lat pozbawienia wolności                                                   |                                        |
| Max Kettl                   | SS-Unterscharführer | nieznana                                                   | 12 marca 1948        | 10 lat pozbawienia wolności                                                   |                                        |
| Otto Ogurek                 | SS-Oberscharführer  | Blockführer                                                | 4 marca 1948         | 10 lat pozbawienia wolności                                                   |                                        |
| Heinrich Ruff               | SS-Hauptscharführer | kierownik kompanii karnej                                  | 5 kwietnia 1949      | 10 lat pozbawienia wolności                                                   | zwolniony 30 kwietnia 1956             |
| Albert Angstmann            | SS-Hauptscharführer | nieznana                                                   | 14 marca 1948        | 8 lat pozbawienia wolności                                                    | zmarł w więzieniu w 1949               |
| Theodor Gehri               | SS-Unterscharführer | urzędnik administracji obozowej                            | 21 kwietnia 1948     | 8 lat pozbawienia wolności                                                    |                                        |
| Eugen Gratzer               | SS-Unterscharführer | nieznana                                                   | 2 kwietnia 1948      | 8 lat pozbawienia wolności                                                    |                                        |
| Max Stefan Gutman           | SS-Unterscharführer | nieznana                                                   | 19 marca 1948        | 8 lat pozbawienia wolności                                                    |                                        |
| Adolf Hackenjos             | SS-Unterscharführer | nieznana                                                   | 11 marca 1948        | 8 lat pozbawienia wolności                                                    | zwolniony w 1954                       |
| Werner Hahn                 | SS-Oberscharführer  | kierownik magazynów mienia zrabowanego więźniom w Birkenau | 21 maja 1948         | 8 lat pozbawienia wolności                                                    | zwolniony w 1954                       |
| Emil Helber                 | SS-Rottenführer     | strażnik                                                   | 2 marca 1948         | 8 lat pozbawienia wolności                                                    | zwolniony 28 lutego 1955               |
| Karl Hykes                  | SS-Unterscharführer | urzędnik administracji obozowej                            | 22 marca 1948        | 8 lat pozbawienia wolności                                                    | zwolniony 12 marca 1954                |
| Michael Kesse               | nieznany            | nieznana                                                   | 22 stycznia 1948     | 8 lat pozbawienia wolności                                                    |                                        |
| Willi Emil Kranz            | SS-Schütze          | nieznana                                                   | 5 lutego 1948        | 8 lat pozbawienia wolności                                                    |                                        |
| Anton Lukat                 | SS-Rottenführer     | nieznana                                                   | 22 stycznia 1948     | 8 lat pozbawienia wolności                                                    |                                        |
| Willi Ludwig Rühlicke       | SS-Unterscharführer | nieznana                                                   | 26 kwietnia 1948     | 8 lat pozbawienia wolności                                                    |                                        |
| Oskar Siebeneicher          | SS-Unterscharführer | nieznana                                                   | 18 marca 1948        | 8 lat pozbawienia wolności                                                    |                                        |
| Wilhelm Friedrich Stegmann  | SS-Hauptscharführer | zbrojmistrz obozowy                                        | 9 kwietnia 1948      | 8 lat pozbawienia wolności                                                    |                                        |
| Gerhard Träder              | SS-Rottenführer     | strażnik                                                   | 12 marca 1948        | 8 lat pozbawienia wolności                                                    |                                        |
| Kuno Ernst Wegner           | SS-Schütze          | strażnik                                                   | 19 marca 1948        | 8 lat pozbawienia wolności                                                    |                                        |
| Kurt Wenzel                 | SS-Unterscharführer | nieznana                                                   | 4 marca 1948         | 8 lat pozbawienia wolności                                                    |                                        |
| Xaver Widemann              | SS-Rottenführer     | sanitariusz SS                                             | 19 marca 1948        | 8 lat pozbawienia wolności                                                    |                                        |
| Josef Wieczorek             | SS-Oberscharführer  | obozowe gestapo                                            | 9 grudnia 1948       | 8 lat pozbawienia wolności                                                    |                                        |
| Wilhelm Burger              | SS-Sturmbannführer  | kierownik administracji obozowej                           | 9 kwietnia 1952      | 8 lat pozbawienia wolności (kara zamieniona na 5 lat pozbawienia wolności)    | zwolniony w maju 1955                  |
| Bruno Albrecht              | SS-Unterscharführer | obozowe gestapo                                            | 15 lipca 1948        | 7 lat pozbawienia wolności                                                    | zwolniony 2 maja 1953                  |
| Hermann Cienciala           | SS-Unterscharführer | nieznana                                                   | 2 kwietnia 1948      | 7 lat pozbawienia wolności                                                    |                                        |
| Peter Fäller                | SS-Rottenführer     | nieznana                                                   | 12 marca 1948        | 7 lat pozbawienia wolności                                                    |                                        |
| Paul Kaup                   | SS-Unterscharführer | nieznana                                                   | 21 maja 1948         | 7 lat pozbawienia wolności                                                    |                                        |
| Karl Peter                  | SS-Oberscharführer  | nieznana                                                   | 4 marca 1948         | 7 lat pozbawienia wolności                                                    |                                        |
| Paul August Reigber         | SS-Rottenführer     | strażnik                                                   | 27 stycznia 1948     | 7 lat pozbawienia wolności                                                    |                                        |
| Josef Schmidt               | SS-Sturmmann        | Blockführer w podobozie Lagischa                           | 24 października 1947 | 7 lat pozbawienia wolności                                                    |                                        |
| Ernst Wagner                | SS-Hauptscharführer | nieznana                                                   | 19 marca 1948        | 7 lat pozbawienia wolności                                                    | zwolniony 17 marca 1954                |
| Alice Astrisini             | SS-Aufseherin       | telefonistka                                               | 11 marca 1948        | 6 lat pozbawienia wolności                                                    |                                        |
| Johann Becker               | SS-Unterscharführer | nieznana                                                   | 7 kwietnia 1948      | 6 lat pozbawienia wolności                                                    | zwolniony 1 marca 1953                 |
| Werner Blaufuss             | SS-Unterscharführer | zastępca Rapportführera                                    | 29 kwietnia 1948     | 6 lat pozbawienia wolności                                                    | zwolniony 8 września 1952              |
| Hermann Buch                | SS-Hauptscharführer | kierownik komand w krematoriach                            | 22 stycznia 1948     | 6 lat pozbawienia wolności                                                    |                                        |
| Christian Lorenz Carstensen | SS-Sturmscharführer | obozowe gestapo                                            | 13 maja 1948         | 6 lat pozbawienia wolności                                                    | zmarł w więzieniu 7 maja 1952          |
| Walter Richard Förster      | SS-Sturmmann        | nieznana                                                   | 19 kwietnia 1948     | 6 lat pozbawienia wolności                                                    |                                        |
| Fritz Frenzel               | SS-Unterscharführer | pisarz w kompanii wartowniczej                             | 21 kwietnia 1948     | 6 lat pozbawienia wolności                                                    |                                        |
| Alois Frey                  | SS-Unterscharführer | komendant podobozu Günthergrube                            | 1948                 | 6 lat pozbawienia wolności                                                    |                                        |
| Albert Gehring              | SS-Oberscharführer  | nieznana                                                   | 19 kwietnia 1948     | 6 lat pozbawienia wolności                                                    |                                        |
| Helmut Giesa                | SS-Unterscharführer | urzędnik administracji obozowej                            | 21 kwietnia 1948     | 6 lat pozbawienia wolności                                                    |                                        |
| Zoltan Greb                 | SS-Oberscharführer  | nieznana                                                   | 19 kwietnia 1948     | 6 lat pozbawienia wolności                                                    |                                        |
| Karl Hautz                  | SS-Rottenführer     | nieznana                                                   | 12 marca 1948        | 6 lat pozbawienia wolności                                                    |                                        |
| Georg Jankowitsch           | SS-Sturmmann        | nieznana                                                   | 12 marca 1948        | 6 lat pozbawienia wolności                                                    |                                        |
| Heinz Walter Jänsch         | SS-Unterscharführer | nieznana                                                   | 22 marca 1948        | 6 lat pozbawienia wolności                                                    |                                        |
| Hermann Ernst Kleiss        | SS-Unterscharführer | nieznana                                                   | 25 października 1948 | 6 lat pozbawienia wolności                                                    |                                        |
| Wilhelm Karl Klose          | SS-Unterscharführer | nieznana                                                   | 2 kwietnia 1948      | 6 lat pozbawienia wolności                                                    |                                        |
| Heinrich Kühn               | SS-Sturmmann        | strażnik                                                   | 15 maja 1948         | 6 lat pozbawienia wolności                                                    | zmarł w więzieniu 16 kwietnia 1951     |
| Gustav Leitner              | SS-Unterscharführer | nieznana                                                   | 19 kwietnia 1948     | 6 lat pozbawienia wolności                                                    |                                        |
| Alfred Ligon                | nieznany            | nieznana                                                   | 25 maja 1948         | 6 lat pozbawienia wolności                                                    |                                        |
| Georg Kurt Lindner          | SS-Unterscharführer | nieznana                                                   | 22 marca 1948        | 6 lat pozbawienia wolności                                                    |                                        |
| Erich Josef Malisch         | SS-Unterscharführer | nieznana                                                   | 9 kwietnia 1948      | 6 lat pozbawienia wolności                                                    |                                        |
| Johannes Marxen             | SS-Hauptscharführer | nieznana                                                   | 9 kwietnia 1948      | 6 lat pozbawienia wolności                                                    |                                        |
| Anton Mehler                | SS-Schütze          | nieznana                                                   | 20 stycznia 1948     | 6 lat pozbawienia wolności                                                    |                                        |
| Alfred Münz                 | SS-Unterscharführer | pisarz w batalionie wartowniczym                           | 2 marca 1948         | 6 lat pozbawienia wolności                                                    |                                        |
| Otto Neu                    | SS-Rottenführer     | nieznana                                                   | 2 marca 1948         | 6 lat pozbawienia wolności                                                    | zwolniony 9 kwietnia 1953              |
| Heinrich Neumann            | SS-Unterscharführer | urzędnik administracji obozowej                            | 7 kwietnia 1948      | 6 lat pozbawienia wolności                                                    |                                        |
| Willi Karl Pertig           | SS-Oberscharführer  | pisarz obozowy                                             | 27 stycznia 1948     | 6 lat pozbawienia wolności                                                    | zmarł w więzieniu 13 października 1951 |
| Karl Georg Paucker          | SS-Unterscharführer | nieznana                                                   | 7 kwietnia 1948      | 6 lat pozbawienia wolności                                                    |                                        |
| Oskar Schröder              | więzień funkcyjny   | kapo                                                       | 24 marca 1949        | 6 lat pozbawienia wolności                                                    |                                        |
| Georg Schuller              | SS-Schütze          | strażnik w podobozie Monowitz                              | 5 lutego 1948        | 6 lat pozbawienia wolności                                                    |                                        |
| Gustav Wagner               | SS-Rottenführer     | strażnik                                                   | 25 maja 1948         | 6 lat pozbawienia wolności                                                    | zwolniony 14 grudnia 1952              |
| Arnold Wittefeld            | SS-Oberscharführer  | nieznana                                                   | 19 marca 1948        | 6 lat pozbawienia wolności                                                    |                                        |
| Michael Wolf                | SS-Rottenführer     | Blockführer                                                | 22 stycznia 1948     | 6 lat pozbawienia wolności                                                    |                                        |
| Bonifazius Vogel            | SS-Rottenführer     | nieznana                                                   | 19 marca 1948        | 6 lat pozbawienia wolności                                                    |                                        |
| Karl Zeiner                 | SS-Unterscharführer | pracownik obozowej służby dentystycznej                    | 19 marca 1948        | 6 lat pozbawienia wolności                                                    | zwolniony z więzienia w 1953           |
| Otto Zschöttche             | SS-Unterscharführer | strażnik                                                   | 19 marca 1948        | 6 lat pozbawienia wolności                                                    |                                        |
| Wladimir Bilan              | SS-Unterscharführer | obozowe gestapo                                            | 25 października 1948 | 5,5 roku pozbawienia wolności                                                 | zwolniony 31 lipca 1952                |
| Hermann Gustav Dachmann     | SS-Rottenführer     | nieznana                                                   | 23 marca 1948        | 5,5 roku pozbawienia wolności                                                 | zmarł w więzieniu                      |
| Josef Bauer                 | SS-Sturmmann        | strażnik                                                   | 27 kwietnia 1948     | 5 lat pozbawienia wolności                                                    | zmarł w więzieniu 10 września 1951     |
| Peter Baumgart              | nieznany (SS)       | nieznana                                                   | 7 lutego 1949        | 5 lat pozbawienia wolności                                                    | zwolniony 13 grudnia 1951              |
| Georg Bayer                 | SS-Sturmmann        | strażnik w Birkenau                                        | 13 lutego 1948       | 5 lat pozbawienia wolności                                                    |                                        |
| Adolf Jakob Becker          | SS-Hauptscharführer | nieznana                                                   | 2 kwietnia 1948      | 5 lat pozbawienia wolności                                                    |                                        |
| Felix Becker                | SS-Sturmmann        | nieznana                                                   | 12 marca 1948        | 5 lat pozbawienia wolności                                                    |                                        |
| Hans Bott                   | SS-Oberscharführer  | nieznana                                                   | 13 lutego 1948       | 5 lat pozbawienia wolności                                                    |                                        |
| Bruno Brandauer             | SS-Rottenführer     | strażnik                                                   | 2 kwietnia 1948      | 5 lat pozbawienia wolności                                                    | zwolniony 29 lutego 1952               |
| Jacob Dialler               | SS-Sturmmann        | strażnik                                                   | 7 stycznia 1948      | 5 lat pozbawienia wolności                                                    | zwolniony 23 grudnia 1951              |
| Johann Filep                | SS-Unterscharführer | strażnik                                                   | 4 marca 1948         | 5 lat pozbawienia wolności                                                    | zwolniony 28 lutego 1952               |
| Albertus von Freeden        | SS-Unterscharführer | nieznana                                                   | 27 kwietnia 1948     | 5 lat pozbawienia wolności                                                    |                                        |
| Josef Getzinger             | SS-Sturmmann        | nieznana                                                   | 12 marca 1948        | 5 lat pozbawienia wolności                                                    |                                        |
| Josef Gross                 | SS-Rottenführer     | nieznana                                                   | 19 marca 1948        | 5 lat pozbawienia wolności                                                    |                                        |
| Josef Harandt               | SS-Rottenführer     | strażnik                                                   | 2 kwietnia 1948      | 5 lat pozbawienia wolności                                                    |                                        |
| Kurt Walter Heinrich        | SS-Rottenführer     | nieznana                                                   | 14 kwietnia 1948     | 5 lat pozbawienia wolności                                                    |                                        |
| Walter Gustav Hermel        | SS-Unterscharführer | nieznana                                                   | 29 kwietnia 1948     | 5 lat pozbawienia wolności                                                    |                                        |
| Albert Holl                 | SS-Sturmmann        | nieznana                                                   | 26 stycznia 1948     | 5 lat pozbawienia wolności                                                    |                                        |
| Andreas Hübl                | SS-Schütze          | nieznana                                                   | 14 kwietnia 1948     | 5 lat pozbawienia wolności                                                    |                                        |
| Wilhelm Kettenbach          | SS-Rottenführer     | nieznana                                                   | 19 marca 1948        | 5 lat pozbawienia wolności                                                    |                                        |
| Herbert Alfred Kerschke     | SS-Oberscharführer  | nieznana                                                   | 22 marca 1948        | 5 lat pozbawienia wolności                                                    |                                        |
| Gottlieb Klotz              | SS-Oberscharführer  | nieznana                                                   | 30 stycznia 1948     | 5 lat pozbawienia wolności                                                    |                                        |
| Pawel Komorek               | SS-Unterscharführer | nieznana                                                   | 22 stycznia 1948     | 5 lat pozbawienia wolności                                                    | zwolniony 8 marca 1952                 |
| Ferdinand Kruckenberger     | SS-Schütze          | strażnik                                                   | 26 stycznia 1948     | 5 lat pozbawienia wolności                                                    |                                        |
| Ernst Kurz                  | SS-Rottenführer     | nieznana                                                   | 22 marca 1948        | 5 lat pozbawienia wolności                                                    |                                        |
| Alfred Lichtfuss            | SS-Unterscharführer | strażnik                                                   | 22 marca 1948        | 5 lat pozbawienia wolności                                                    | zwolniony 12 marca 1952                |
| Alfred Lüttringhaus         | SS-Schütze          | nieznana                                                   | 22 marca 1948        | 5 lat pozbawienia wolności                                                    |                                        |
| Wilhelm Konrad Mayer        | SS-Scharführer      | nieznana                                                   | 26 kwietnia 1948     | 5 lat pozbawienia wolności                                                    |                                        |
| Willi Paul Mittmann         | SS-Unterscharführer | nieznana                                                   | 5 kwietnia 948       | 5 lat pozbawienia wolności                                                    |                                        |
| Anton Oder                  | SS-Sturmmann        | nieznana                                                   | 27 stycznia 1948     | 5 lat pozbawienia wolności                                                    |                                        |
| Dorothea Pritzkoleit        | SS-Aufseherin       | nadzorczyni                                                | 25 maja 1948         | 5 lat pozbawienia wolności                                                    |                                        |
| Ferdinand Rapp              | SS-Rottenführer     | sanitariusz SS                                             | 27 stycznia 1948     | 5 lat pozbawienia wolności                                                    |                                        |
| Julius Raschter             | SS-Rottenführer     | nieznana                                                   | 27 kwietnia 1948     | 5 lat pozbawienia wolności                                                    |                                        |
| Ernst Walter Runde          | SS-Unterscharführer | sanitariusz SS                                             | 15 kwietnia 1948     | 5 lat pozbawienia wolności                                                    |                                        |
| August Schieben             | SS-Rottenführer     | nieznana                                                   | 5 lutego 1948        | 5 lat pozbawienia wolności                                                    |                                        |
| Alfred Schönbohn            | SS-Unterscharführer | nieznana                                                   | 18 marca 1948        | 5 lat pozbawienia wolności                                                    |                                        |
| Günther Tegethoff           | SS-Unterscharführer | nieznana                                                   | 3 marca 1948         | 5 lat pozbawienia wolności                                                    |                                        |
| Otto Ernst Walter           | SS-Unterscharführer | nieznana                                                   | 3 marca 1948         | 5 lat pozbawienia wolności                                                    |                                        |
| Phillip Westrich            | SS-Unterscharführer | nieznana                                                   | 19 marca 1948        | 5 lat pozbawienia wolności                                                    |                                        |
| Adolf Zappi                 | SS-Rottenführer     | strażnik                                                   | 19 marca 1948        | 5 lat pozbawienia wolności                                                    |                                        |
| Wilhelm Zieg                | SS-Rottenführer     | urzędnik administracji obozowej                            | 13 maja 1948         | 5 lat pozbawienia wolności                                                    |                                        |
| Hans Bügelsteiber           | SS-Sturmmann        | nieznana                                                   | 23 marca 1948        | 4,5 roku pozbawienia wolności                                                 |                                        |
| Heinz Otto Duppel           | SS-Oberscharführer  | nieznana                                                   | 23 marca 1948        | 4,5 roku pozbawienia wolności                                                 |                                        |
| Paul Seidel                 | SS-Oberscharführer  | nieznana                                                   | 16 kwietnia 1948     | 4,5 roku pozbawienia wolności                                                 |                                        |
| Heinrich Otto Anders        | SS-Unterscharführer | strażnik w podobozie Monowitz                              | 9 kwietnia 1948      | 4 lata pozbawienia wolności                                                   | zwolniony 12 kwietnia 1951             |
| Anton Angeli                | SS-Rottenführer     | strażnik                                                   | 25 maja 1948         | 4 lata pozbawienia wolności                                                   | zwolniony 16 stycznia 1951             |
| Hans Georg Ansorg           | SS-Sturmmann        | strażnik                                                   | 9 marca 1948         | 4 lata pozbawienia wolności                                                   | zwolniony 12 kwietnia 1951             |
| Theodor Baingo              | SS-Unterscharführer | strażnik                                                   | 15 maja 1948         | 4 lata pozbawienia wolności                                                   | zwolniony 16 grudnia 1950              |
| Karl Baune                  | SS-Schütze          | strażnik                                                   | 20 kwietnia 1948     | 4 lata pozbawienia wolności                                                   | zwolniony 16 stycznia 1951             |
| Karl Bernhardt              | SS-Rottenführer     | nieznana                                                   | 19 kwietnia 1948     | 4 lata pozbawienia wolności                                                   |                                        |
| Max Braun                   | SS-Rottenführer     | nieznana                                                   | 23 marca 1948        | 4 lata pozbawienia wolności                                                   |                                        |
| Stanislaus Draihahn         | SS-Unterscharführer | nieznana                                                   | 16 kwietnia 1948     | 4 lata pozbawienia wolności                                                   |                                        |
| Gottfried Dzugan            | SS-Unterscharführer | pisarz obozowy                                             | 2 kwietnia 1948      | 4 lata pozbawienia wolności                                                   | zwolniony 12 kwietnia 1951             |
| Friedrich Eidenmüller       | SS-Rottenführer     | nieznana                                                   | 2 kwietnia 1948      | 4 lata pozbawienia wolności                                                   |                                        |
| Samuel Exler                | SS-Schütze          | nieznana                                                   | 27 kwietnia 1948     | 4 lata pozbawienia wolności                                                   |                                        |
| Karl Gustav Feige           | SS-Sturmmann        | nieznana                                                   | 27 kwietnia 1948     | 4 lata pozbawienia wolności                                                   |                                        |
| Johann Karl Franz           | SS-Sturmmann        | członek drużyny dezynfekcyjnej                             | 12 marca 1948        | 4 lata pozbawienia wolności                                                   |                                        |
| Daniel Frevel               | nieznany            | nieznana                                                   | 27 kwietnia 1948     | 4 lata pozbawienia wolności                                                   |                                        |
| Robert Gauger               | SS-Schütze          | strażnik                                                   | 23 stycznia 1948     | 4 lata pozbawienia wolności                                                   |                                        |
| Franz Güsgen                | SS-Oberscharführer  | nieznana                                                   | 29 kwietnia 1948     | 4 lata pozbawienia wolności                                                   |                                        |
| Richard Herbst              | SS-Sturmmann        | nieznana                                                   | 23 stycznia 1948     | 4 lata pozbawienia wolności                                                   |                                        |
| Peter Herms                 | SS-Schütze          | nieznana                                                   | 23 stycznia 1948     | 4 lata pozbawienia wolności                                                   |                                        |
| Ferdinand Ibscher           | SS-Unterscharführer | nieznana                                                   | 5 kwietnia 1948      | 4 lata pozbawienia wolności                                                   |                                        |
| Nikolaus Ilitsch            | SS-Schütze          | strażnik w podobozie Gleiwitz I                            | 26 kwietnia 1948     | 4 lata pozbawienia wolności                                                   |                                        |
| Karl Jäger                  | SS-Schütze          | strażnik w Birkenau                                        | 12 marca 1948        | 4 lata pozbawienia wolności                                                   | zwolniony 12 kwietnia 1951             |
| Johann Kaufmann             | SS-Sturmmann        | nieznana                                                   | 19 marca 1948        | 4 lata pozbawienia wolności                                                   |                                        |
| Hermann Klan                | SS-Rottenführer     | nieznana                                                   | 3 grudnia 1948       | 4 lata pozbawienia wolności                                                   | zwolniony 20 lutego 1951               |
| Franz Josef Knaus           | SS-Hauptscharführer | nieznana                                                   | 3 stycznia 1949      | 4 lata pozbawienia wolności                                                   |                                        |
| Stefan König                | SS-Sturmmann        | nieznana                                                   | 11 czerwca 1948      | 4 lata pozbawienia wolności                                                   |                                        |
| Peter Kreilach              | SS-Schütze          | nieznana                                                   | 2 marca 1948         | 4 lata pozbawienia wolności                                                   |                                        |
| Josef Kreuser               | SS-Sturmmann        | nieznana                                                   | 23 stycznia 1948     | 4 lata pozbawienia wolności                                                   |                                        |
| Josef Krillecke             | SS-Sturmmann        | nieznana                                                   | 2 marca 1948         | 4 lata pozbawienia wolności                                                   |                                        |
| Michael Kuppek              | SS-Sturmmann        | nieznana                                                   | 5 kwietnia 1948      | 4 lata pozbawienia wolności                                                   |                                        |
| Otto Willi Kühnast          | SS-Schütze          | nieznana                                                   | 20 stycznia 1948     | 4 lata pozbawienia wolności                                                   |                                        |
| Richard Lamb                | SS-Rottenführer     | nieznana                                                   | 5 kwietnia 1948      | 4 lata pozbawienia wolności                                                   |                                        |
| Paul Leipold                | SS-Rottenführer     | nieznana                                                   | 5 kwietnia 1948      | 4 lata pozbawienia wolności                                                   |                                        |
| Leopold Lenhart             | SS-Unterscharführer | nieznana                                                   | 7 kwietnia 1948      | 4 lata pozbawienia wolności                                                   |                                        |
| Erich Meissner              | SS-Unterscharführer | nieznana                                                   | nieznana             | 4 lata pozbawienia wolności                                                   |                                        |
| Arhur Milauer               | SS-Unterscharführer | nieznana                                                   | nieznana             | 4 lata pozbawienia wolności                                                   |                                        |
| Franz Monkos                | SS-Sturmmann        | strażnik                                                   | 24 maja 1948         | 4 lata pozbawienia wolności                                                   |                                        |
| Adolf Newidunski            | SS-Sturmmann        | nieznana                                                   | 27 stycznia 1948     | 4 lata pozbawienia wolności                                                   |                                        |
| Hans Pichler                | SS-Unterscharführer | nieznana                                                   | 1948                 | 4 lata pozbawienia wolności                                                   | zmarł w więzieniu 18 sierpnia 1949     |
| Florian Piott               | SS-Schütze          | nieznana                                                   | 26 kwietnia 1948     | 4 lata pozbawienia wolności                                                   |                                        |
| Walter Prosswimmer          | SS-Scharführer      | kierownik komanda więźniarskiego                           | 27 kwietnia 1948     | 4 lata pozbawienia wolności                                                   |                                        |
| Heinz Pürstinger            | SS-Sturmmann        | nieznana                                                   | 27 kwietnia 1948     | 4 lata pozbawienia wolności                                                   |                                        |
| Richard Rank                | SS-Unterscharführer | nieznana                                                   | 16 kwietnia 1948     | 4 lata pozbawienia wolności                                                   |                                        |
| Karl Riebel                 | SS-Unterscharführer | nieznana                                                   | 2 kwietnia 1948      | 4 lata pozbawienia wolności                                                   |                                        |
| Leonhard Riess              | SS-Mann             | strażnik                                                   | 2 kwietnia 1948      | 4 lata pozbawienia wolności                                                   | zwolniony 12 kwietnia 1951             |
| Adam Rometsch               | SS-Rottenführer     | nieznana                                                   | 18 marca 1948        | 4 lata pozbawienia wolności                                                   |                                        |
| Karl Albert Roschek         | SS-Schütze          | nieznana                                                   | 18 marca 1948        | 4 lata pozbawienia wolności                                                   |                                        |
| Bernhardt Ruzicic           | SS-Sturmmann        | nieznana                                                   | 18 marca 1948        | 4 lata pozbawienia wolności                                                   |                                        |
| Michael Schiel              | SS-Rottenführer     | strażnik                                                   | 20 maja 1948         | 4 lata pozbawienia wolności                                                   | zwolniony 9 lutego 1951                |
| Adam Schmidt                | SS-Schütze          | nieznana                                                   | nieznana             | 4 lata pozbawienia wolności                                                   |                                        |
| Mathies Seitz               | SS-Rottenführer     | nieznana                                                   | 18 marca 1948        | 4 lata pozbawienia wolności                                                   |                                        |
| Karl Heinz Tauber           | SS-Sturmbannführer  | naczelny dentysta obozowy                                  | 7 września 1948      | 4 lata pozbawienia wolności                                                   |                                        |
| Wilhelm Tielker             | SS-Unterscharführer | nieznana                                                   | 8 kwietnia 1948      | 4 lata pozbawienia wolności                                                   |                                        |
| Hermann Wagner              | SS-Unterscharführer | nieznana                                                   | 8 kwietnia 1948      | 4 lata pozbawienia wolności                                                   |                                        |
| Stanislaus Watz             | SS-Schütze          | nieznana                                                   | 19 marca 1948        | 4 lata pozbawienia wolności                                                   |                                        |
| Erich Stephan Weber         | SS-Schütze          | nieznana                                                   | 19 marca 1948        | 4 lata pozbawienia wolności                                                   |                                        |
| Valentin Wesinger           | SS-Schütze          | nieznana                                                   | 19 marca 1948        | 4 lata pozbawienia wolności                                                   |                                        |
| Hubert Ernst Zafke          | nieznany            | nieznana                                                   | nieznana             | 4 lata pozbawienia wolności                                                   |                                        |
| Karl Zerlik                 | SS-Oberscharführer  | nieznana                                                   | 22 stycznia 1948     | 4 lata pozbawienia wolności                                                   |                                        |